# Piper Aircraft
Die Piper Aircraft, Inc. ist ein US-amerikanischer Flugzeughersteller mit Sitz in Vero Beach, Florida. Seit 2009 ist Piper im Besitz des bruneiischen Staatsfonds.

## Geschichte

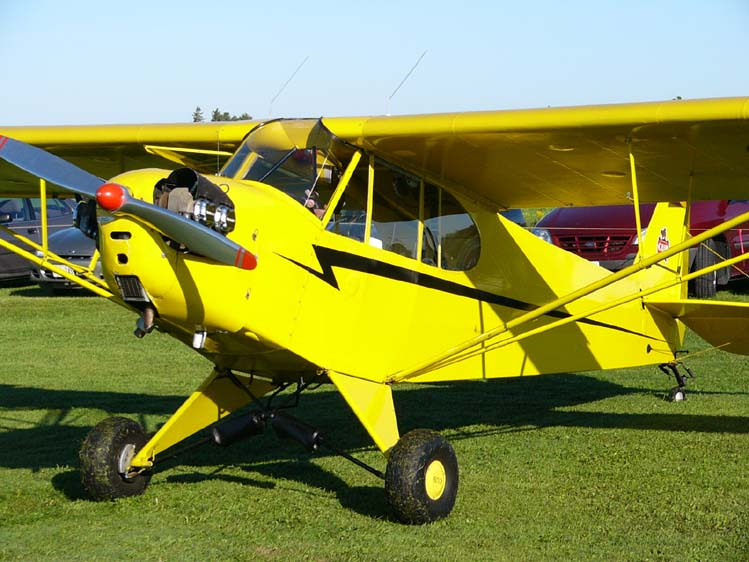
Piper J-3 Cub

### Taylor Aircraft
Das Unternehmen wurde im September 1927 von Clarence Gilbert Taylor und Gordon A. Taylor als Taylor Brothers Aircraft Manufacturing Company in Rochester, New York, gegründet. Im April 1928 wurde der Name in Taylor Brothers Aircraft Corporation geändert, kurz vor dem tödlichen Absturz Gordon Taylors am 24. April 1928. Nach dem Versprechen, bessere Produktionsmöglichkeiten und finanzielle Unterstützung durch örtliche Geschäftsleute zu erhalten, zog das Unternehmen im September 1929 nach Bradford, Pennsylvania. Einer der Geldgeber war der Ölunternehmer William T. Piper, der zunächst 400 US-Dollar beisteuerte.
Ende 1930 war Taylor Brothers bankrott. William T. Piper erwarb die Produktionsanlagen für 761 Dollar und gründete die Taylor Aircraft Company, in der Clarence Taylor den Vorsitz erhielt. Piper war davon überzeugt, dass ein einfach zu fliegendes preisgünstiges Flugzeug Erfolg haben werde.
Nach einer Reihe von Abstürzen übernahm Piper im Dezember 1935 die Firmenanteile von Clarence Taylor, der das Unternehmen verließ und seine eigene Firma, die Taylorcraft Aircraft Company, gründete. Am 16. März 1937 brannten die Fabrikanlagen in Bradford ab. Das Unternehmen bezog daraufhin eine leerstehende Textilfabrik in Lock Haven, Pennsylvania. Im November 1937 erfolgte die Umbenennung in Piper Aircraft Corporation.

### Piper Aircraft

Piper PA-28-161 Warrior II

Piper führte zunächst noch die von Taylor Aircraft begonnene Produktion der von Walter Jamouneau konstruierten Piper J-3 Cub weiter. Als bei Ausbruch des Zweiten Weltkrieges die Nachfrage nach Flugzeugen aller Art stark zunahm, fand eine Weiterentwicklung der Piper Cub, die Piper L-4, beim US-Militär als Schulflugzeug Verwendung. Die L-4 war der erste Piper-Typ, der in Großserie gebaut wurde.
Bis 1954 waren alle Piper-Flugzeuge in Gemischtbauweise mit stoffbespannten Stahlrohrrümpfen ausgeführt. 1954 erschien die Piper Apache als erstes Piper-Flugzeug in selbsttragender Leichtmetallbauweise. Die Apache war auch Pipers erstes zweimotoriges Flugzeug.
Der Flugzeugbau musste Mitte der 1980er Jahre eingestellt werden, nachdem die gestiegenen Versicherungsprämien einen wirtschaftlichen Betrieb unmöglich gemacht hatten. Dies war Folge einer gesetzlich auf mehrere Jahrzehnte ausgedehnten Produkthaftung. Auch konkurrierende Unternehmen wie z. B. Cessna stellten die Produktion ein. Nachdem Anfang der 1990er Jahre die gesetzliche Haftpflicht wieder begrenzt worden war, nahm die durch ein Management-Buy-out ins Leben gerufene New Piper Aircraft 1995 die Produktion wieder auf. Seit August 2006 führt das Unternehmen wieder den Namen Piper Aircraft. Im Mai 2009 verkaufte der bisherige Eigentümer, die American Capital Ltd., das Unternehmen an die Imprimis Strategic Investment Corporation aus Brunei.

### Lizenzbauten durch EMBRAER
Im Jahr 1975 schloss Piper mit dem brasilianischen Flugzeughersteller EMBRAER einen Vertrag über den Lizenzbau von sechs Piper-Typen ab. Im Einzelnen handelte es sich um folgende Baureihen, die jeweils eigene Typenbezeichnungen von EMBRAER erhielten: 
- EMB 710 Carioca (Piper PA-32)
- EMB 711 Corsico (Piper PA-28)
- EMB 720 Minuato (Piper PA-32)
- EMB 721 Sertanejo (Piper PA-32)
- EMB 810 Seneca (Piper PA-34)
- EMB 820 Navajo (Piper PA-31)

Beim Auslaufen des Vertrags im Jahr 2000 waren mehr als 2500 Flugzeuge in Lizenz gebaut worden.

## Beispiele für Piper-Flugzeugtypen

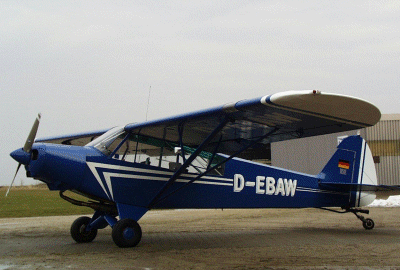
Piper L21/PA-18/150

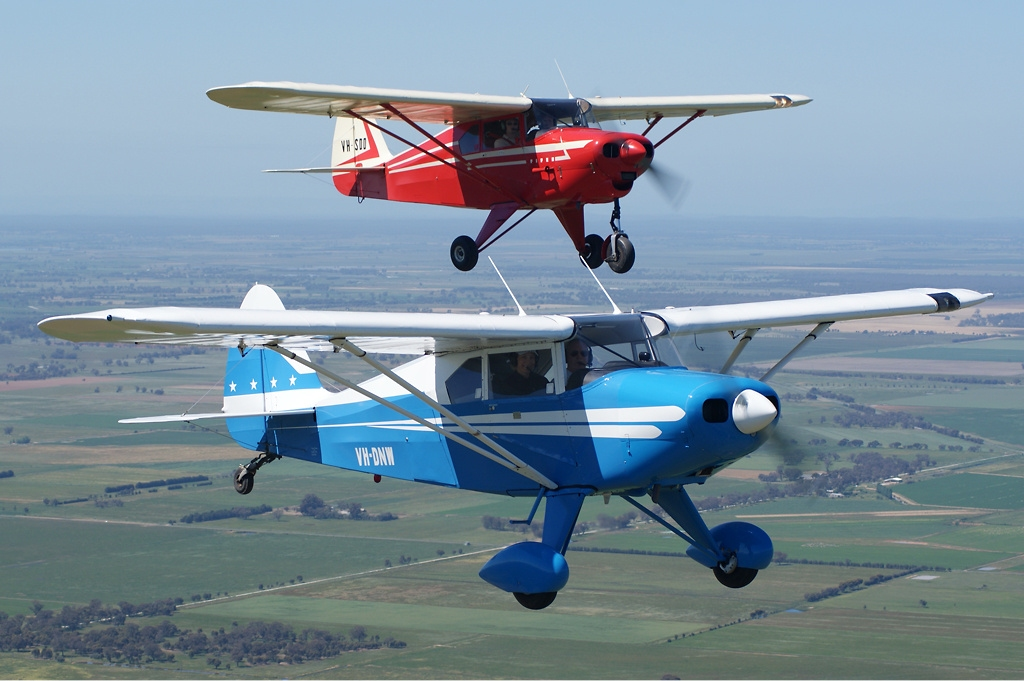
Vorne PA-20 hinten PA-22

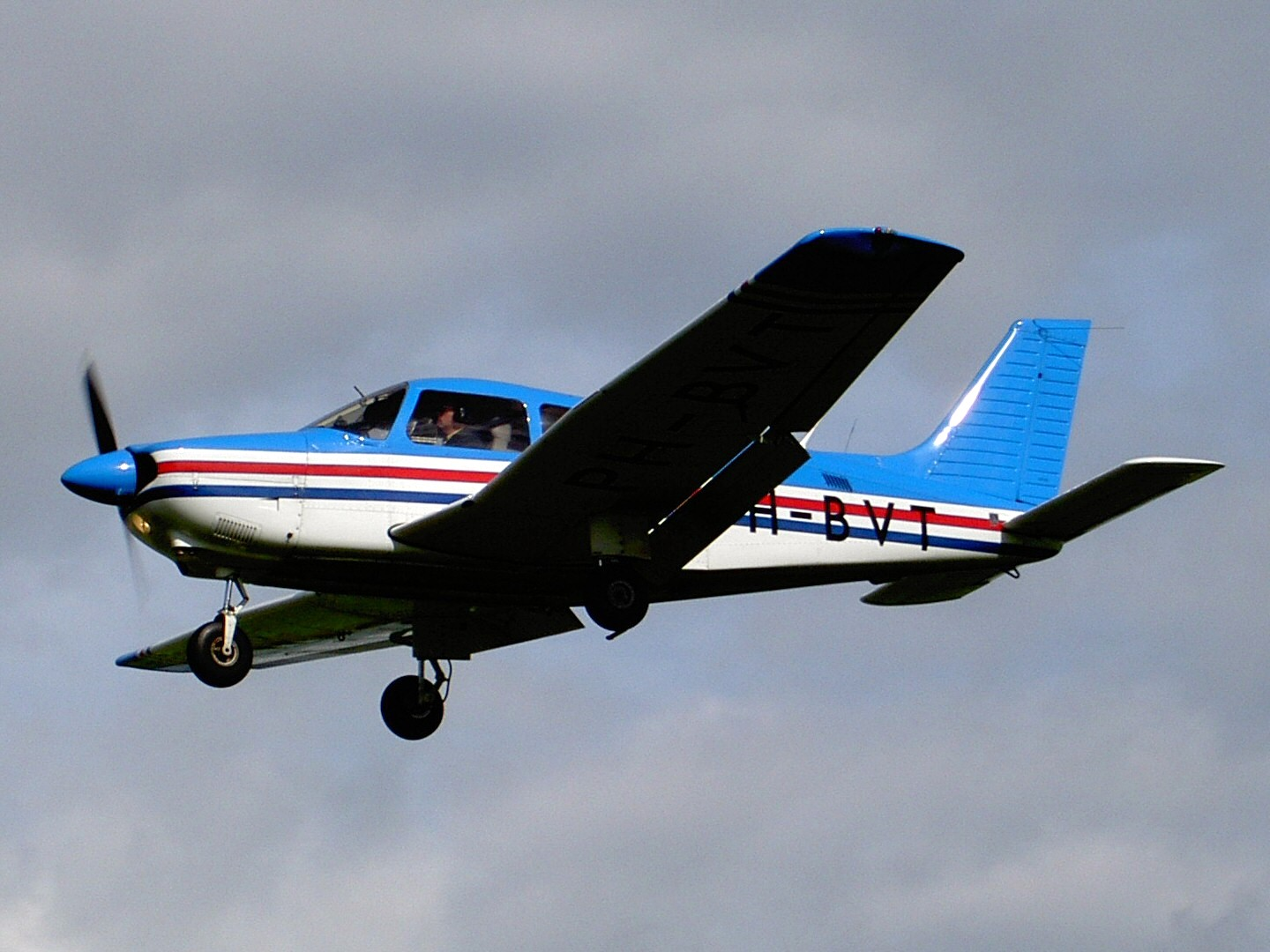
Piper PA-28

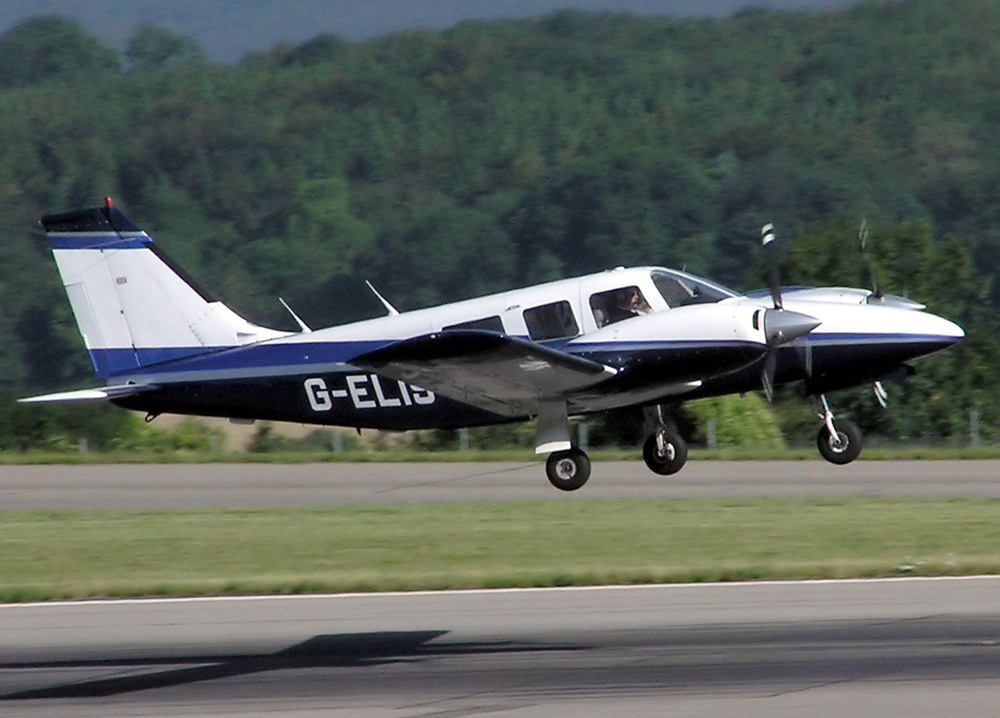
Piper PA-34

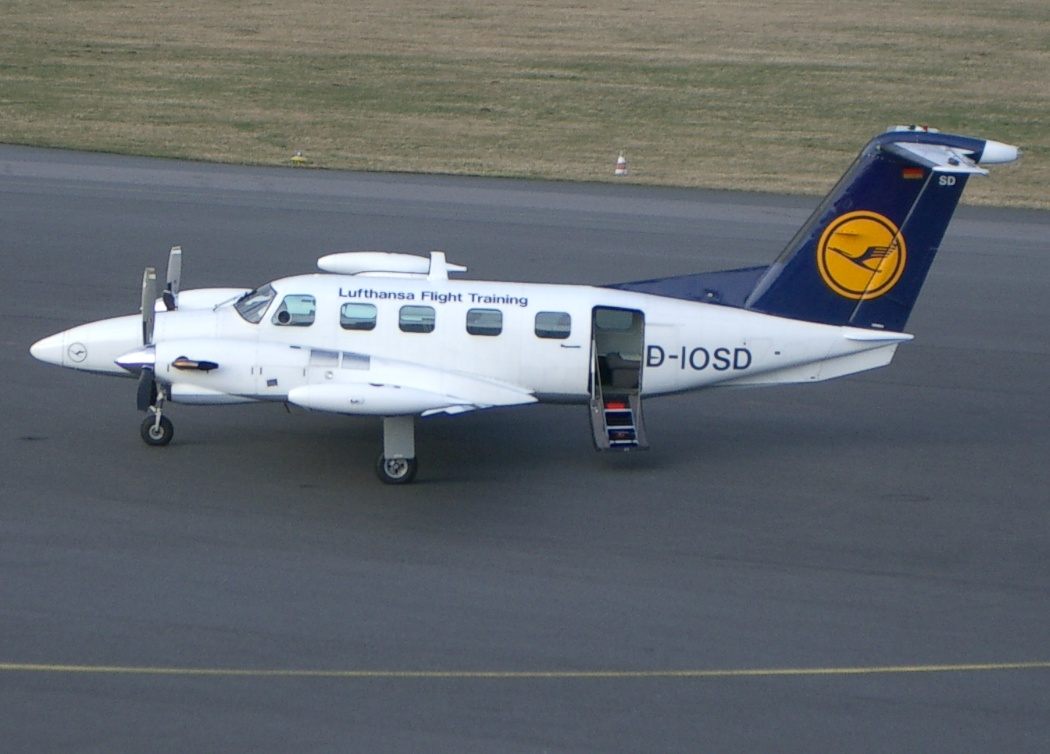
Piper PA-42 Cheyenne, ehemaliges Schulflugzeug der Lufthansa Flight Training Verkehrsfliegerschule

Das Produktspektrum von Piper umfasst ein- und zweimotorige Flugzeuge für die allgemeine Luftfahrt, teils mit Kolbenmotor-, teils mit Turbopropantrieb. Zudem übernimmt Piper den Vertrieb der Liberty XL-2 und plant die Vermarktung des HondaJet.

### Piper J-3 „Cub“
Die Piper J-3 Cub ist ein leichtes einmotoriges Flugzeug für bis zu zwei Personen. Es war als Schulflugzeug konzipiert und entwickelte sich rasch zum ersten großen Erfolg für Piper. Von 1938 bis 1947 wurden mehr als 14.000 Exemplare hergestellt.

### Piper PA-18 „Super Cub“
Weiterentwicklung der J3/L4 Serie mit Motoren von 95–150 PS.
Weltweit beliebt als Busch- und Schleppflugzeug sowie als leichtes Wasserflugzeug. Erreichte in Deutschland Bekanntheit durch die Burda-Staffel und den schweizerischen Gletscherflieger Hermann Geiger und diente auch als Grundschulflugzeug der Bundeswehr. Bisher wurden mehr als 10.000 Flugzeuge gebaut.

### Piper PA-20 „Pacer“ und PA-22 „Tri Pacer“
Viersitziges Reiseflugzeug ähnlich der PA-18. Mit Spornrad (PA-20) oder mit Bugfahrwerk (PA-22).
Über 10.000 wurden gebaut.

### Piper PA-28 „Cherokee“
Piper entwickelte die PA-28 primär als Schul- und Reiseflugzeug. Bis heute wurden mehr als 23 Versionen vorgestellt und mehr als 51.000 Flugzeuge ausgeliefert. Damit ist die PA-28 der erfolgreichste Flugzeugtyp von Piper und eines der am meisten gebauten Flugzeuge überhaupt.

### Piper PA-34 „Seneca“
Das zweimotorige Geschäftsreiseflugzeug für bis zu fünf Passagiere wird seit 1971 produziert.

### Piper PA-42 „Cheyenne“
Die Cheyenne III und IV ist die größte in Serie gebaute Flugzeugentwicklung von Piper. Das von zwei Turboproptriebwerken angetriebene Flugzeug bietet bis zu neun Passagieren und zwei Besatzungsmitgliedern Platz. Es wurden 192 Exemplare hergestellt.

### Piper PA-44 „Seminole“
Die Piper PA-44 Seminole ist ein zweimotoriges, viersitziges Leichtflugzeug, welches hauptsächlich als Schulungsflugzeug für das Multiengine-Rating eingesetzt wird. Seit 1978 wird es in Serie produziert.

### PiperJet Altaire 360
Die PiperJet Altaire ist ein abgebrochenes VLJ-Projekt von Piper aus dem Jahre 2011, das bis zu sechs Personen transportieren sollte.